# Benjamin Meggot Forster
Benjamin Meggot Forster (Walbrook, perto de Londres, 16 de janeiro de 1764 – Walthamstow, 8 de março de 1829) foi um naturalista britânico.

## Trabalho
Forster era um estudante de ciências, especialmente botânica e eletricidade. Executou muitos desenhos de fungos, comunicou várias espécies a James Sowerby, e em 1820 publicou, apenas com as iniciais, An Introduction to the Knowledge of Fungusses. Ele contribuiu com artigos para a Gentleman's Magazine sob várias assinaturas, e é creditado com oito contribuições científicas para a Philosophical Magazine no Catálogo da Royal Society.

## Ativismo
Forster ingressou em 1791 no comitê da Sociedade para a Abolição do Tráfico de Escravos, assim como seu irmão Thomas Furly Forster. Ele era um membro do comitê da Sociedade da Paz.
 

Também se uniu a sociedades para difundir o conhecimento sobre as penas de morte, para dar refúgio aos indigentes e para reprimir a crueldade com os animais, sendo conscientemente contrário aos esportes de campo.